# Ligne Marunouchi
La ligne Marunouchi (丸ノ内線, Marunouchi-sen) est une ligne du métro de Tokyo au Japon gérée par la compagnie Tokyo Metro. Elle relie la station d'Ikebukuro à la station d'Ogikubo, avec une branche entre les stations de Nakano-Sakaue et Hōnanchō. Elle est officiellement désignée ligne 4. Sur les cartes, la ligne est de couleur rouge et identifiée par la lettre M pour la branche principale et Mb pour la branche secondaire.

## Histoire
La ligne Marunouchi est la deuxième ligne construite du réseau, après la ligne Ginza. La première section entre Ikebukuro et Ochanomizu est inaugurée le 20 janvier 1954. La ligne est ensuite prolongée plusieurs fois entre 1956 et 1964.
Le 20 mars 1995, la ligne est touchée par l'attentat au gaz sarin dans le métro de Tokyo.

## Caractéristiques

### Ligne
La ligne Marunouchi, comme la ligne Ginza, utilise les rails à écartement standard (1 435 mm) ; les autres lignes du métro de Tokyo utilisent les rails à écartement étroit (1 067 mm). En outre comme la ligne Ginza, les rames sont alimentées par un troisième rail et non par caténaire comme sur le reste du réseau.

### Tracé
S'étendant sur une distance de 27,4 km, la ligne traverse Tokyo du nord-ouest à l'ouest en passant par le centre. Les arrondissements traversés sont Suginami, Nakano, Shinjuku, Minato, Chiyoda, Chūō, Bunkyō et Toshima. 
|  |

### Liste des stations
La ligne comporte 28 stations, identifiées de M-01 à M-25 et de Mb-03 à Mb-05.
| Numéro             | Station           | Nom japonais | Distance (km) | Correspondances | Arrondissement |
| ------------------ | ----------------- | ------------ | ------------- | --- | -------------- |
| Branche principale |                   |              |               | |                |
| M01                | Ogikubo           | 荻窪         | 0             | JR East : Chūō, Chūō-Sōbu | Suginami       |
| M02                | Minami-Asagaya    | 南阿佐ケ谷   | 1,5           | | Suginami       |
| M03                | Shin-Kōenji       | 新高円寺     | 2,7           | | Suginami       |
| M04                | Higashi-Kōenji    | 東高円寺     | 3,6           | | Suginami       |
| M05                | Shin-Nakano       | 新中野       | 4,6           | | Nakano         |
| M06                | Nakano-Sakaue     | 中野坂上     | 5,7           | Branche secondaire Toei : Ōedo                                                                                                 | Nakano         |
| M07                | Nishi-Shinjuku    | 西新宿       | 6,8           | | Shinjuku       |
| M08                | Shinjuku          | 新宿         | 7,6           | JR East : Chūō, Chūō-Sōbu, Saikyō, Shōnan-Shinjuku, Yamanote Keiō : Keiō, Keiō nouvelle Odakyū : Odawara Toei : Ōedo, Shinjuku | Shinjuku       |
| M09                | Shinjuku-sanchōme | 新宿三丁目   | 7,9           | Tokyo Metro : Fukutoshin Toei : Shinjuku                                                                                       | Shinjuku       |
| M10                | Shinjuku-Gyoemmae | 新宿御苑前   | 8,6           | | Shinjuku       |
| M11                | Yotsuya-sanchōme  | 四谷三丁目   | 9,5           | | Shinjuku       |
| M12                | Yotsuya           | 四ツ谷       | 10,5          | Tokyo Metro : Namboku JR East : Chūō, Chūō-Sōbu                                                                                | Shinjuku       |
| M13                | Akasaka-Mitsuke   | 赤坂見附     | 11,8          | Tokyo Metro : Ginza, Namboku (à Nagatachō), Hanzōmon (à Nagatachō), Yūrakuchō (à Nagatachō)                                    | Minato         |
| M14                | Kokkai-gijidōmae  | 国会議事堂前 | 12,7          | Tokyo Metro : Chiyoda, Ginza (à Tameike-Sannō), Namboku (à Tameike-Sannō)                                                      | Chiyoda        |
| M15                | Kasumigaseki      | 霞ケ関       | 13,4          | Tokyo Metro : Chiyoda, Hibiya                                                                                                  | Chiyoda        |
| M16                | Ginza             | 銀座         | 14,4          | Tokyo Metro : Ginza, Hibiya | Chūō           |
| M17                | Tokyo             | 東京         | 15,5          | JR Central : Tōkaidō Shinkansen JR East : Tōhoku Shinkansen, Chūō, Keihin-Tōhoku, Keiyō, Sōbu, Tōkaidō, Yokosuka, Yamanote     | Chiyoda        |
| M18                | Ōtemachi          | 大手町       | 16,1          | Tokyo Metro : Chiyoda, Hanzōmon, Tōzai Toei : Mita                                                                             | Chiyoda        |
| M19                | Awajichō          | 淡路町       | 17,0          | Tokyo Metro : Chiyoda (à Shin-Ochanomizu) Toei : Shinjuku (à Ogawamachi)                                                       | Chiyoda        |
| M20                | Ochanomizu        | 御茶ノ水     | 17,8          | JR East : Chūō, Chūō-Sōbu | Bunkyō         |
| M21                | Hongō-sanchōme    | 本郷三丁目   | 18,6          | Toei : Ōedo | Bunkyō         |
| M22                | Kōrakuen          | 後楽園       | 19,4          | Tokyo Metro : Namboku Toei : Mita (à Kasuga), Ōedo (à Kasuga)                                                                  | Bunkyō         |
| M23                | Myōgadani         | 茗荷谷       | 21,2          | | Bunkyō         |
| M24                | Shin-Ōtsuka       | 新大塚       | 22,4          | | Bunkyō         |
| M25                | Ikebukuro         | 池袋         | 24,2          | Tokyo Metro : Fukutoshin, Yūrakuchō JR East : Saikyō, Shōnan-Shinjuku, Yamanote Seibu : Ikebukuro Tōbu : Tōjō                  | Toshima        |
| Branche secondaire |                   |              |               | |                |
| Mb03               | Hōnanchō          | 方南町       | 0             | | Suginami       |
| Mb04               | Nakano-Fujimichō  | 中野富士見町 | 1,3           | | Nakano         |
| Mb05               | Nakano-Shimbashi  | 中野新橋     | 1,9           | | Nakano         |
| M06                | Nakano-Sakaue     | 中野坂上     | 3,2           | Branche principale Toei : Ōedo                                                                                                 | Nakano         |

## Matériel roulant
La ligne Marunouchi est parcourue par des rames de série 2000 à 6 voitures depuis le 23 février 2019. La branche secondaire est également parcourue par des rames de série 2000 à 3 voitures.
Dans le passé, la ligne a été parcourue par les rames Tokyo Metro série 02 et Eiden séries 100, 300, 400, 500, 900 et 2000.

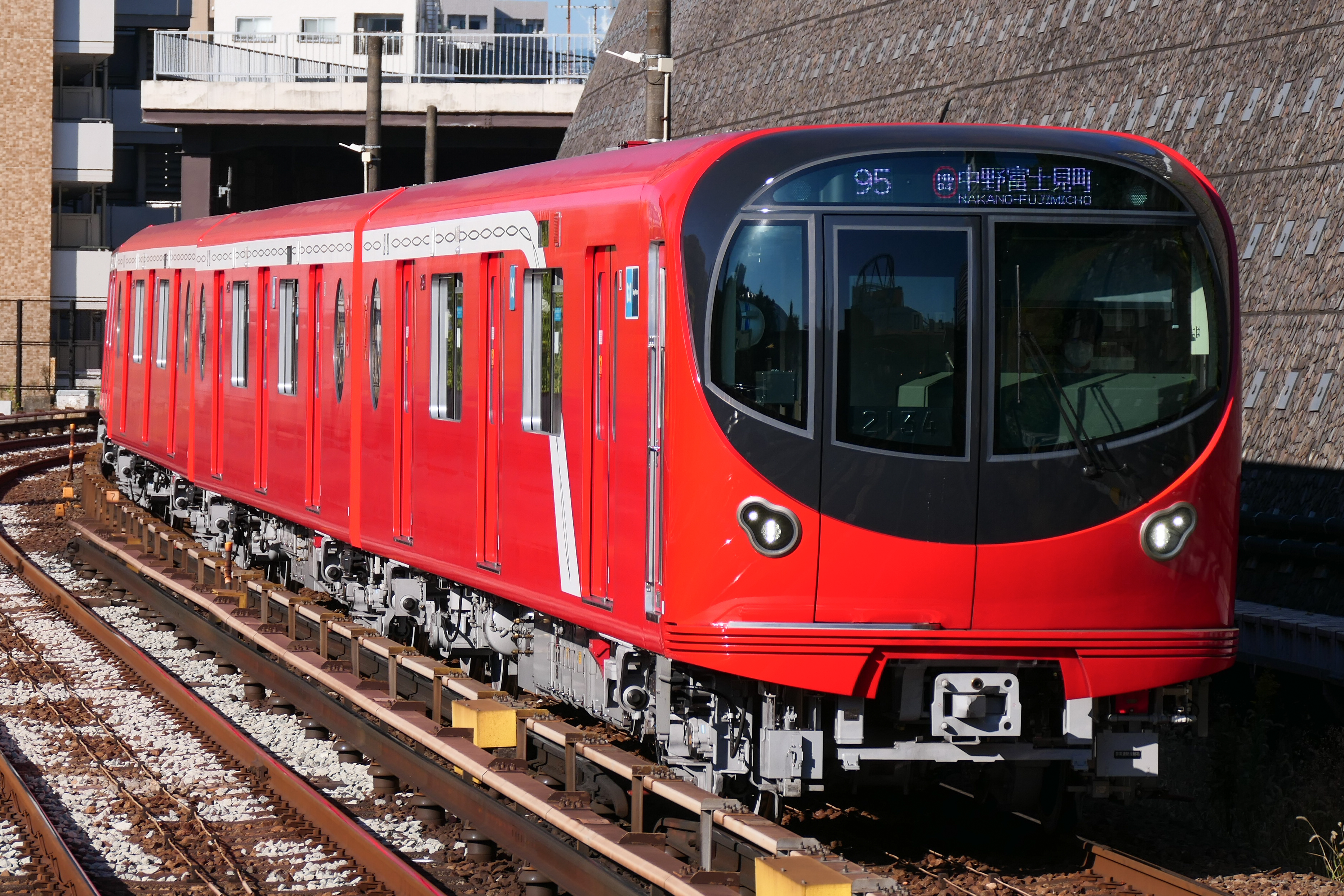
Tokyo Metro série 2000
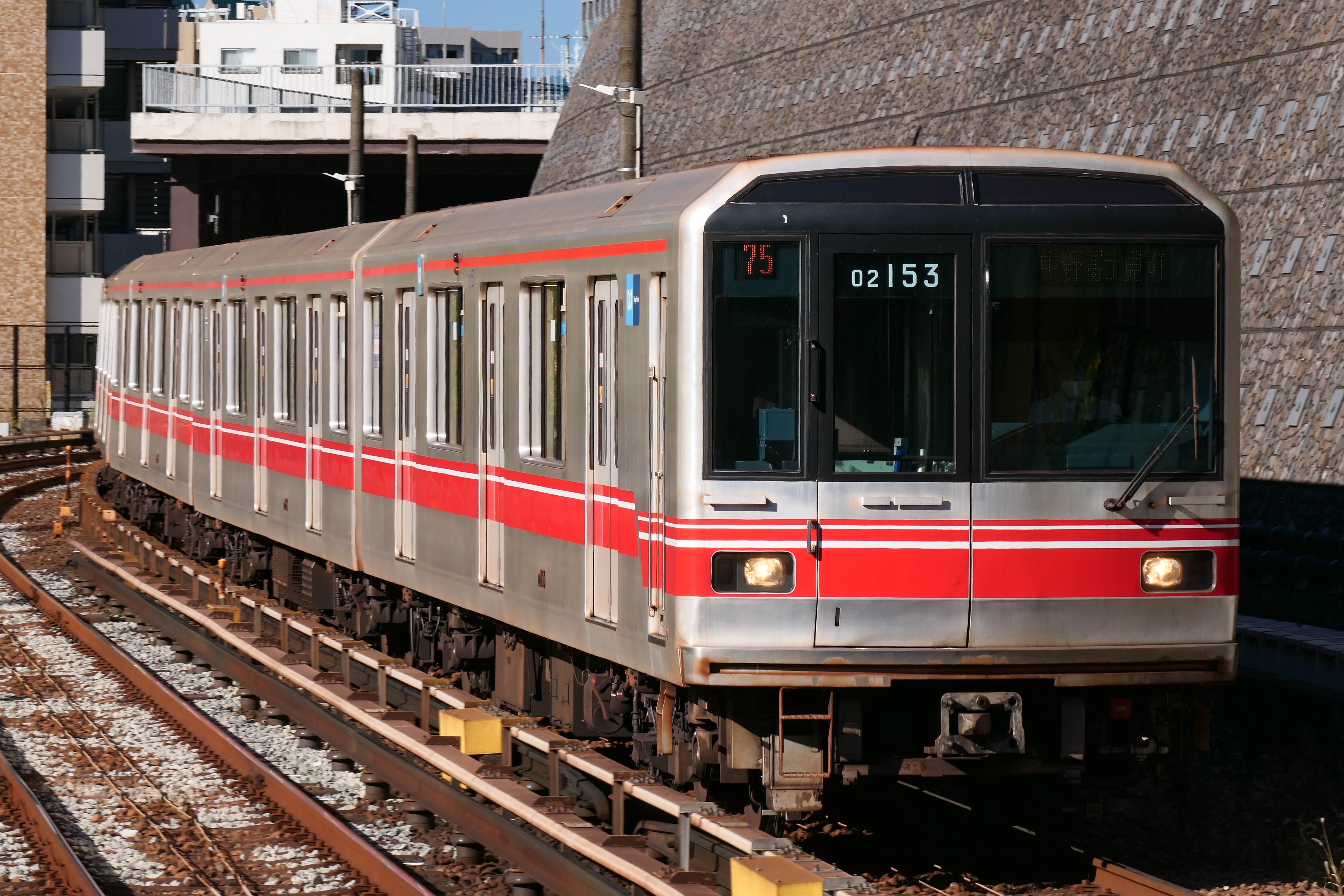
Tokyo Metro série 02
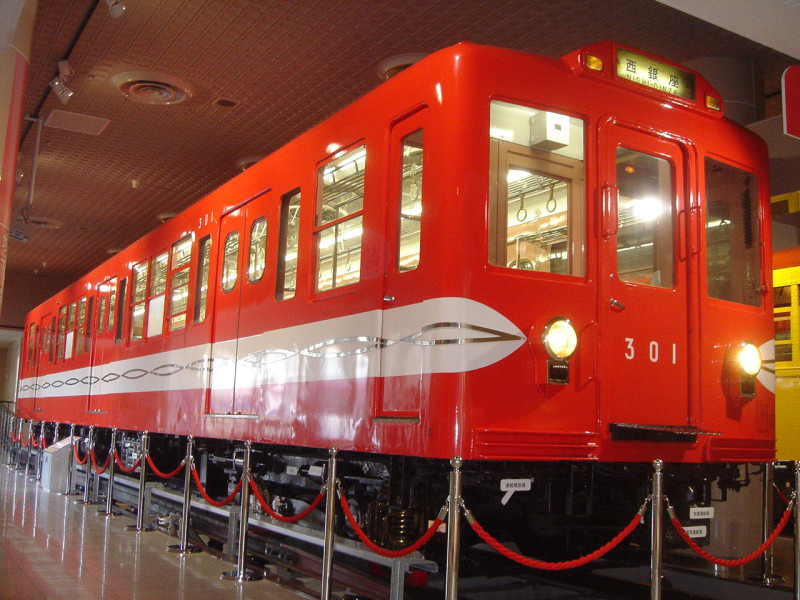
Eidan série 300